# Florian Franciscus Aberle
Florian Franciscus Aberle (Rotterdam, 25 februari 1921 – Keulen, 8 juni 1944) was een Duits antifascist die zich in Nederland bij het verzet heeft aangesloten.
Aberle was van nationaliteit een zogeheten "Rijksduitser". Hij werd tijdens familiebezoek in Rotterdam geboren maar groeide op in Stuttgart. Hij was een geschoold arbeider; een machinebankwerker.  Aberle kwam in 1931 met zijn moeder naar Nederland. Hij ging in het verzet en was lid van de Ordedienst. Hij was een van de lijfwachten van de zich als verzetsman voordoende Nederlandse verrader Anton van der Waals. Florian Franciscus Aberle werd in Ede gearresteerd en op 8 juni 1944 in de gevangenis van Keulen gefusilleerd. 
Florian Franciscus Aberle werd op 8 juni 1951 begraven in de erehof van de begraafplaats Rusthof te Amersfoort.